# アレクサンドリアのディオファントス

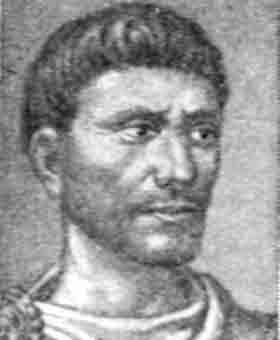
アレクサンドリアのディオファントス

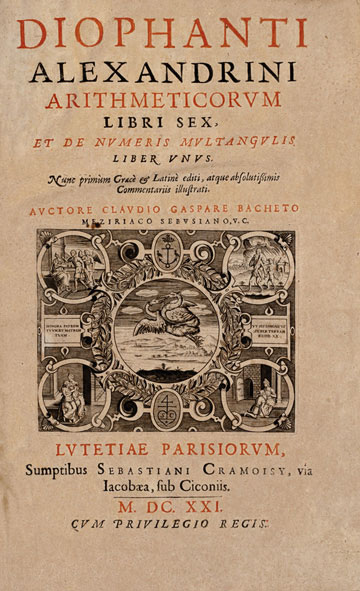
1621年刊行のバシェによるラテン語版『算術』。

アレクサンドリアのディオファントス（ギリシャ語: Διόφαντος ὁ Ἀλεξανδρεύς, ラテン文字転写: Dióphantos ho Alexandreús、英語: Diophantus of Alexandria、生没年不詳、推定生年 200年 - 214年、推定没年 284年 - 298年）は、ローマ帝国時代のエジプトの数学者。ディオファントス方程式やディオファントス近似は彼の名にちなむ。「代数学の父」と呼ばれることもある。

## 略歴
エジプトのアレクサンドリアに住んでいたということ以外は、彼の人物についての詳細は不明。ディオファントスの著した13巻に及ぶ『算術』 ("Arithmetica") が有名である。同書が翻訳された16世紀以降のヨーロッパにおける代数学発展に深く影響した。現存している同書のギリシャ語版は6巻分のみ、アラビア語版は4巻分である。また、多角数についての著書もある。

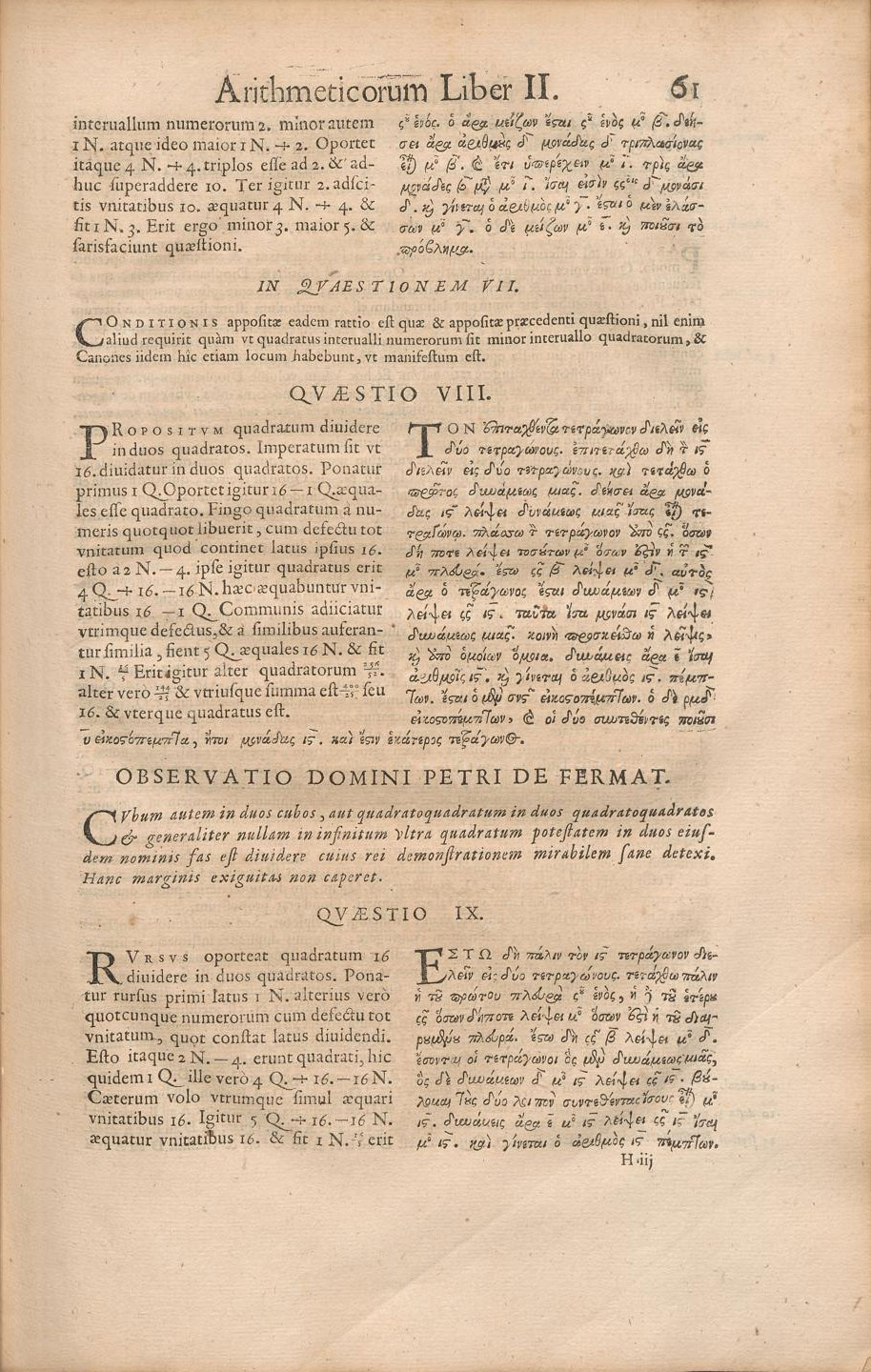
フェルマーの書き込みを含む1670年版の『算術』。特に「フェルマーの最終定理」(Observatio Domini Petri de Fermat) を記したページ。

フェルマーの最終定理を含めてフェルマーが余白に書き込みをしたのは、1621年刊行のバシェによるラテン語版『算術』である。フェルマーの書き込みが知られるようになったのは、1670年にフェルマーの息子のサミュエルが書き込みを追加した『算術』を出版してからである。

### ディオファントスの墓碑銘
「ディオファントスの墓碑銘」として知られる問題がある。
簡単な一次方程式を立てて解くと、84歳という解が得られる。
また、条件より12と7の公倍数であることが分かるため、その中で年齢としては最も現実的な数字である84歳が答えであろうと、即座に推測ができる。
なお、「12分の1」が“頬ヒゲを蓄えるまでの期間”を表して「7分の1」の後に来る話もあるが、解は変わらない。
この墓碑銘は『ギリシア詞華集』に収録されている。

### ディオファントスの功績
ディオファントスが数学の歴史に大きな影響を与えたのは、数論の分野においてである。彼は、解を個別の数値を用いた例で与えたとはいえ、個々の数値にとらわれるのではなく、問題をより一般的な視点から研究した。たとえば
「すべての和、および任意の2つの和が、いずれも平方数となるような、3つの数を求めよ。」
ディオファントスが与えた解は、41, 80および320である。(中略)
ディオファントスが解いた方程式で最も知られているものは、ピタゴラスの定理から派生するものだ。a2 + b2 = c2 を成り立たせる整数の組 a, b, c をピタゴラス数と呼ぶが、ディオファントスは、可能な解すべてを見出している。彼が与えたレシピは、任意の整数2つの組について、それらの平方の差、それらの積の2倍、それらの平方和をとるというものだ。得られた3つの数は、つねにピタゴラス数となる。
(訳注．整数の組を m, n (m < n)とおくと、レシピが与える3つの数は、それぞれ n2 − m2, 2mn, n2 + m2 である。この3つの数がピタゴラス数を与えることは、すでにユークリッドが「原論」第10章の命題29で示しているが、ユークリッドはこのレシピですべてのピタゴラス数が尽くされることまでは証明していない。これに対してディオファントスは「算術」第2巻の問題8で「与えられた平方数を2つの平方数に分割する」ための一般的な処方を与えている。その数学的な内容は、ここで紹介されているレシピですべてのピタゴラス数が尽くされることの実質的な証明になっていると解釈できる。)

## 著作
- Diophantus (of Alexandria) (2014-02-22) (ラテン語), Diophanti Alexandrini Opera Omnia: Cum Graecis Commentariis, 1 (Primary Source Edition ed.), Nabu Press, ISBN 978-1-295-67972-0
- Sesiano, Jacques (2011-10-14), Books IV to VII of Diophantus’ Arithmetica: in the Arabic Translation Attributed to Qustā ibn Lūqā, Sources in the History of Mathematics and Physical Sciences (Book 3), Springer, doi:10.1007/978-1-461-38176-1, ISBN 978-1-461-38176-1